# Быстрица-Солотвинская
Бы́стрица-Соло́твинская (другое название — Быстрица Золотая) — река на Украине, в рамках Ивано-Франковского района Ивано-Франковской области.
Река Быстрица Солотвинская берёт начало из источников у подножия гор Малой Сивули и Бистрика, недалеко от обрыва Урвище Пекло, в самой высокой части Горган, на высоте 1390 м. Протекает почти параллельно Быстрице-Надворнянской. Реки после их слияния у подножья Вовчинецкого холма возле села Волчинец образуют единую Быстрицу в 17 км от её впадения в Днестр, на высоте 232 м. Недалеко (на юг) от места их слияния лежит город Ивано-Франковск.
Длина реки 82 км, площадь водосбора — 795 км², общее падение 1158 м, средний наклон 14,2 ‰. Речная сеть развита хорошо (почти 0,9 км на км²). Основные притоки: Манявка, Большой Лукавец, Саджавка, Радчанка.
Долина слабоизвилиста, на первых 5 км является узким ущельем с узким дном (3-15 м) с высокими, почти отвесными склонами. Начиная с села Пороги — V-образная, шириной 0,1-0,5 км, с очень расчленёнными крутыми и очень крутыми склонами, ниже значительно расширяется (1,0-3,0 км), становится трапециевидной, с умеренно крутыми и пологими склонами высотой 5 — 10 м, и возле посёлка Солотвин достигает двух километров ширины. В рамках Быстрицкой котловины долина очень широкая, левый берег её высокий, крутой, порезанный оврагами и многочисленными небольшими долинами — левыми притоками реки. Склоны преимущественно покрыты лесом. Правый берег, наоборот, более пологий и невысокий, почти сплошь распахан и заселён.
Пойма двусторонняя, часто чередуется по берегам, ширина от 50 м до 1,7 км, преимущественно низкая (0,5—1,3 м), сухая, луговая, в основном распахана, местами поросшая лесом, ивовыми и ольховыми кустарниками, составленная песчано-галечными и галечно-каменистом почвами.
Русло извилистое, до села Гута неразветвлённое, устойчивое; ниже очень разветвлённое, покрытое галечником и легко деформируется. На первых 5 км русло является ступенчатым водостоком с многочисленными водопадами высотой 0,5-1,5 м, с наклоном поверхности 107 ‰. Ниже много перекатов, ячеек, пляжей. Ширина русла от 1,2-3,0 м (в верховье) до 12-40 м (в среднем) и до 100—250 м (в нижнем течении). Глубина местами 1,0-1,5 м, преимущественно 0,5-0,7 м, редко до 3,0 м. Скорость течения 0,5-3,0 м/с.
Дно неровное, до села Гута каменистое, часто скалистое, ниже галечно-каменистое, галечно-песчаное. Берега, высотой 0,5-2,0 м местами до 3,0 м, крутые, отвесные, в низовьях пологие, суглинистые, местами скалистые, задернованные, местами засаженные, неустойчивые, поросшие травой, ивовыми, лозовой и ольховыми кустарниками, на отдельных участках открыты.
Наблюдения за водным режимом ведутся на водпостах в селе Гута (1911—1914, 1946—2004) и в Ивано-Франковске (1887—2004). Проводились наблюдения на водпостах в посёлке Солотвино (1902—1943, 1945—1956), в селе Быстрица (Ляховцы) (1887—1943).
Питание смешанное, преобладает дождевое. Годовой ход уровня характеризуется паводковым режимом. Вода прозрачная, без запаха и привкуса, пригодна для питья. В Ивано-Франковске загрязняется стоками предприятий.
В селе Стебник построен водозабор, из которого подается вода для нужд Ивано-Франковска.